# Uppåt väggarna (film, 1933)
Uppåt väggarna (engelska: Building a Building) är en amerikansk animerad kortfilm med Musse Pigg från 1933.

## Handling
Musse Pigg jobbar på en byggarbetsplats där Mimmi Pigg serverar lunch och med Svarte Petter som arbetsledare. Musse tänker mer på Mimmi än vad han tänker på sitt arbete, och medan han äter lunch blir Mimmi kidnappad av Petter och Musse gör allt för att försöka rädda henne.

## Om filmen
Filmen är den 51:a Musse Pigg-kortfilmen som producerades och den första som lanserades år 1933.
Filmen är en nyinspelning av den tidigare Kalle Kanin-kortfilmen Sky Scrappers från 1928.
Filmen nominerades till Oscar till Oscarsgalan 1934 för bästa animerade kortfilm, men förlorade till förmån för Tre små grisar som också var producerad av Disney.

## Rollista
- Walt Disney – Musse Pigg
- Marcellite Garner – Mimmi Pigg
- Billy Bletcher – Svarte Petter[7]